# كيم جونغ-جين
كيم جونغ-جين هو سياسي كوري شمالي، ولد في 23 فبراير 1953، وتوفي في يوليو 2016 في كوريا الشمالية.